# 出会ってひと突きで絶頂除霊!
『出会ってひと突きで絶頂除霊！』（であってひとつきでぜっちょうじょれい）は、赤城大空による日本のライトノベル。イラストは魔太郎が担当。ガガガ文庫（小学館）より2017年10月から2025年3月まで刊行された。
メディアミックスとして、柚木N'によるコミカライズの連載が2020年3月28日より『マンガワン』（小学館）で開始された。
悪霊を絶頂させて除霊するという、お色気要素のある力を持つ少年が主人公の学園退魔ファンタジー。

## あらすじ
各地に悪霊や怪異が出没し、それを祓う『退魔師』が存在する世界。退魔師の卵である生徒たちは、育成機関である都立退魔学園に通って、様々な知識を学んだり経験を積んでいた。
その退魔学園の落ちこぼれが集まるDクラスの中でも、さらに最下位の男子生徒である古屋晴久の腕にはある力が宿っており、ブレスレットにより封印されていた。その力『絶頂除霊（テクノブレイカー）』は、突いた相手を生者死者を問わず強制的に絶頂させて、悪霊怪異を昇天させるワイセツ能力だった。こんなモノを使えば社会的な死は免れないため、消し去りたいと思っているがうまくいかず、幼馴染の葛乃葉楓の検診を受け続けていた。
だがある日、晴久は自分と同じような卑猥な力を持つ眼、淫魔眼の使い手である宗谷美咲と出会う。その眼で顔を見た相手のありとあらゆる性情報を知ってしまう美咲に、なかば強制的にチームを組まされ、さらには美少女好きの変態女子生徒烏丸葵も加わり、退魔師史上において最低最悪のチームによる活躍が始まった。

## 登場人物

### 主要人物
古屋 晴久（ふるや はるひさ）
本作の主人公。都立退魔学園高等部1年Dクラスの男子生徒。中等部の成績が三年間連続最下位という落ちこぼれの少年。
中学に上がる前に立ち寄った骨董品屋の中にあった女性の両手のようなオブジェに触れた時から絶頂除霊（テクノブレイカー）という力を身に宿している。
霊的災害によって身寄りを亡くした霊災遺児で、物心つく前から『福音の家』という養護施設で育った。その経営をしていた養父は十二師天クラスの実力を持つ退魔師で、表向きは立派な人物だったが、実はパンツに対する異常な欲求の持ち主で、本編の二年前、長年の激務による過労死の直後、パンツを求めるだけの霊級格7の悪霊に変貌、悪霊化した養父を絶頂除霊を使用して除霊した過去がある。
普段、絶頂除霊は腕に付けている銀の十字架のブレスレットで封印しているが、取り外して発動すると対象の身体に『快楽媚孔』という光点が浮かび、それを突くと対象を強制的に絶頂させ、悪霊や怪異なら除霊することができる。その効果は霊級格7（スケールセブン）だろうと一撃で除霊可能なほど。美咲の分析によれば、性的な絶頂は陽の気に属するエネルギーで、それを陰の気で構成された式神や霊体に注いで内側から爆発させて除霊する、というもの。後に無機物にも快楽媚孔が浮かび上がるようになり、自分を突けば身体能力が一時的に上がる『快楽点ブースト』も使えるようになる。強力な除霊能力だが、強制的に絶頂させるという効果を周囲に知られれば、社会的な死を免れないため、晴久はこの能力を秘密にしており、かつ消し去りたいと願っている。また、絶頂除霊以外の術技は最低レベルで、まともに使えない。
このように卑猥な能力を持っているが、晴久自身の性的なものへの関心は薄い。これはミホトによって微量の性エネルギーを密かに吸われているため。
ミホト
銀髪褐色肌の少女の霊。瞳は金色で先端がハートマークの尻尾が生えて修道服を身に着けている。
晴久の腕に封印されていたものの正体で絶頂除霊の力の源らしく、長く眠っていた影響で名前以外の記憶を失っている。顕現する前から晴久に力の使い方を教えたり、淫夢を見せるなどして絶頂除霊を使用するように促しており、絶頂除霊を使用することで得られる性エネルギーを摂取してお腹を満たそうとしている。また、天人の気配を持っている。
アンドロマリウスとの戦いで窮地に陥った晴久の腕から突如として現れ、自分の腕と晴久の腕を同化することで、絶頂除霊の一時的な強化と人外級の怪力を発揮させた。
ミホトの封印は外側からだけでなく、晴久の霊力を利用して内側からもかけられており、晴久が普通の退魔術を使えない原因にもなっている。

宗谷 美咲（そうや みさき）
本作のメインヒロイン。退魔学園高等部1年Bクラスの女子生徒。日本の退魔師に絶大な影響を持つ九の旧家の一つである『式神の宗谷』の一人娘。
顔を見た相手の経験人数や性癖などのあらゆる性情報を霊視する淫魔眼を持つ。これは自力でオフにすることができず、どんな防御術式も効果が無い。この力のせいで、まともな恋愛を経験したことが無く、卑猥なことが苦手になった。そのために淫魔眼の効果を消し去りたいと願っており、出世して解呪の情報を集めようとしている。自分の式神を扱いきれずに暴走させてしまった時に絶頂除霊で止めた晴久に目を付け、彼の性情報の弱みを握って脅迫し、半強制的に晴久とチームを組んだ。
元々、淫魔眼は宗谷家の敷地内に極秘で封印されていたが、美咲が14歳の時にひとりでに動き出して美咲に取り憑いた。淫魔眼以外にも使える術の幅は広いが、全てDクラスレベルの強度と精度しかない器用貧乏。式神使いの家出身だが、式神を扱う技量も未熟で、霊級格1（スケールワン）の式神ならコントロールできる程度。この実力でBクラスに入れたのは実家のコネによるおまけのようなもの。
烏丸 葵（からすま あおい）
退魔学園高等部1年Dクラスの女子生徒。美少女だが極度の女好きのレズビアンでサディスト。だが打たれ弱く、責められるのは大の苦手。
高等部1年の初めにする退魔師のチーム編成に最後まで余ってしまったため、自分と同じように最後まで残った晴久、美咲とチームを結成する。
結界系捕縛術の使い手だが、美女相手でなければ葵自身の精神が高揚せず、術の発動に必要な霊力が生まれないため使えない。しかし、条件さえ合えば、その拘束力は桁違いで、プロの退魔師が数十人がかりで発動させる大規模拘束術よりも上回る。
葛乃葉 楓（くずのは かえで）
退魔学園高等部2年Sクラスの女子生徒。晴久の幼馴染。九の旧家筆頭『化け狐の葛乃葉』の娘。
晴久には一見冷徹だが本当は恋心を抱いている。嫉妬深く、晴久に女性が近づくと不機嫌になるが、そんな自分を恥じている。晴久が絶頂除霊の力を宿したのは自分の不注意のせいだと思っており、そのため、退魔師協会での晴久の立場が悪くならないように動いている。また定期的に晴久の絶頂除霊の封印を検診している。
葛乃葉家が得意とする変身術や狐火を操る。その実力はとても高く、学生の身でありながら、既に一流のプロ退魔師として数々の実績を持っているほど。
太刀川 芽依（たちかわ めい）
退魔学園中等部3年生の少女。晴久の後輩で晴久を「おにーさん先輩」と呼んで慕う。
情報通であり、晴久に情報を提供する代わりに報酬として買い物に付き合わせたり、飯を奢らせたりしている。
その正体は葛乃葉楓が変身した姿。この姿でナンパから晴久に助けられて以来、何度もやめようと思っているがやめられず、現在に至る。美咲には淫魔眼の霊視で見られた瞬間に正体がバレてしまっている。
文鳥 桜（ふみどり さくら）
退魔師協会監査部所属の少女。晴久が育った『福音の家』出身で晴久の妹分。
南雲 睦美（なぐも むつみ）
東雲高校に通う女子高生。剣道の達人。
小日向 静香（こひなた しずか）
白雪女学園に通う美少女。

### 退魔師協会

#### 化け狐の葛乃葉
葛乃葉 菊乃（くずのは きくの）
退魔師協会会長。楓の祖母で『化け狐の葛乃葉』現当主。十二師天の一人でもある。70歳。
普段は狐耳と尻尾を生やした幼女の姿をしているが、これは変身術によるもので、本当の姿は誰も知らないとされている。
表沙汰にできない依頼の相談をしに晴久の養父のもとをよく訪れていたため、晴久とは祖母と孫みたいな関係で、晴久と楓の仲をよくからかう。
葛乃葉 楓（くずのは かえで）
葛乃葉 楓参照。
葛乃葉 金狐（くずのは きんこ）、葛乃葉 銀狐（くずのは ぎんこ）
葛乃葉の分家筋出身の双子の少女。それぞれ滑らかな金髪と銀髪をしている。
幼い頃から楓専属の使用人をしていて、退魔学園では2年Sクラスに所属し、楓と同じチームを組む。楓が群れる事を好まないので教室や仕事以外ではあまり一緒に行動しない。
晴久の事は表向きは様付けで呼んでいるが、裏ではクソガキと呼んで嫌っている。

#### 式神の宗谷
宗谷 真由美（そうや まゆみ）
九の旧家の一つ『式神の宗谷』現当主。美咲の母親。若々しく落ち着いた外見の持ち主。十二師天の一人。
宗谷 修（そうや おさむ）
美咲の父親。枯れた木のように老け込んだ男性。十二師天や宗谷家当主の業務を妻の真由美と共に果たしている。
宗谷 美咲（そうや みさき）
宗谷 美咲参照。

#### 寵愛の皇樹
皇樹 夏樹（すめらぎ なつき）
九の旧家の一つ『寵愛の皇樹』現当主。十二師天の一人。
紅葉姫（もみじひめ）
『寵愛の皇樹』によって祀られている女神。

#### 無敵の童戸
童戸 手鞠（わらしべ てまり）
九の旧家の一つ『無敵の童戸』現当主。十二師天の一人。
童戸 槐（わらしべ えんじゅ）
童戸の分家筋の少女。
童戸 緑（わらしべ みどり）
槐の世話係の女性。

#### 先見の相馬
相馬 千鶴（そうま ちづる）
九の旧家の一つ『先見の相馬』現当主。気だるげな雰囲気をした二十代中盤の女性。十二師天の一人。
相馬 礼（そうま れい）
千鶴の側近を務める巫女頭の女性。二十代前半で美貌だが目つきが鋭く、常に咥えタバコしている。

#### 鬼の多々羅刃
多々羅刃 鈴鹿（たたらば すずか）
九の旧家の一つ『鬼の多々羅刃』現当主。十二師天の一人。
多々羅刃 宗源（たたらば そうげん）
監査部所属の眼鏡をかけた男性。ナギサの懐刀。

#### 癒しの白丘尼
白丘尼 椿（しろびくに つばき）
九の旧家の一つ『癒しの白丘尼』現当主。十二師天の一人。

#### はじまりの土御門
土御門 晴親（つちみかど はるちか）
九の旧家の一つ『はじまりの土御門』現当主。十二師天の一人。

#### その他の退魔師
ナギサ
監査部部長を務める生き霊の女性退魔師。元十二師天で、桜の師匠。九の旧家出身でない身で若くして十二師天の座まで上り詰めた天才であり、『術式潰しのナギサ』の異名を持つ。
ある仕事の最中に重傷を負って植物状態になるが、幽体離脱の要領で魂だけで長期活動ができるようになり、肉体を治療しながら退魔師の活動を続けている。代わりに一部の術式が使えなくなって十二師天から降格した。
憑依霊視という能力を持ち、その名の通り、憑依した対象の持つ情報を霊視する。その霊視能力はとても強力で、協会から使用制限がかけられるほど。
角倉 真澄（かどくら ますみ）
プロの女性退魔師。年齢は二十代中盤。仏門系の術者で法衣と錫杖を身につけている。
東雲市で発生した怪異『乳避け女』を祓うために三人の退魔師を率いて出動したが、全滅。全員が意識不明の重体に陥った。

### 霊能犯罪者
鹿島 霊子（かしま れいこ）
特級霊能犯罪者の女性。悪霊との性交を好むゴーストフィリアの性癖を持つ。
橋姫 鏡巳（はしひめ かがみ）
『鏡の魔女』の異名を持つ金髪美女の霊能犯罪者。

## 用語解説
退魔師
人に害を与える『悪霊』や『怪異』といった霊的存在に対抗する者の総称。
現在、退魔師協会に所属するプロの退魔師は約二十万人。
都立退魔学園
退魔師の育成機関で中高一貫の名門校。学年ごとにS、A、B、C、Dの五つのクラスがあり、Sクラスから順に成績が高く、一番下のDクラスは落ちこぼれと言われる。
高等部一年の初めに生徒達は三、四人のチームを組んで、悪霊や怪異を除霊する仕事が割り振られる。その成績に応じて、『準退魔師資格』である仮免や正式な『退魔師資格』である本免許が交付される。
九の旧家
日本の退魔師業界に絶大な影響力を持つ、九つの名家。
化け狐の葛乃葉
九の旧家筆頭。始祖が狐の残留怪異であり、それ故に変身術と狐火を得意とする。
式神の宗谷
式神使いの家系。宗谷家の女性は性的な快感を霊力に変換できる。ただし心を通わせた真のパートナーから与えられる快楽でなければ霊力を増幅できず、パートナー以外だとむしろ枯渇しかねない。この事実は『人式神』という偽の術式を隠れ蓑にして秘密にしている。
寵愛の皇樹
無敵の童戸
運勢操作の家系。幸運であるため、都合の良いように事態が進みやすく、敵対した相手には不幸が降りかかりやすくなる。生まれつき幸運の持ち主が多く、性格は能天気や大雑把になりやすい。童戸家の人間同士では能力を打ち消し合う事が多いため運勢操作能力が効きにくい。
鬼の多々羅刃
霊具作成の家系。一般向けの札からプロが使用する護符や霊装などのあらゆる霊具・呪具の作成に秀でている。特に当主筋は特殊な力を持つ『妖刀』作りに長けており、億単位の値段が付く事もある。それ故に職人気質の人間が多い。
癒しの白丘尼
先見の相馬
巫女の家系。当主は代々強力な予言能力を持ち、その力を昔から様々な勢力に狙われてきた。そのため当主を守るべく武闘派の集団となった。相馬家の巫女は霊視能力に特化しており、敵の弱点分析や先読みの力に長ける。
はじまりの土御門

十二師天
退魔師協会に所属する退魔師の中でも最も能力が高い十二人に与えられる称号。
霊級格（スケール）
悪霊や怪異の強さを表す数値。数字が大きくなるほど強力になっていく。
霊級格1（スケールワン）だと人間の子供より少し強い程度。霊級格4（スケールフォー）だと一戸建ての家を軽く破壊可能。霊級格6（スケールシックス）だと十二師天でなければ対応不可能。霊級格7（スケールセブン）だと十二師天が複数人必要。
残留怪異
人間に憑りついた怪異の力が強過ぎると、除霊しても憑りつかれていた人間に怪異の能力が染みついたままになる現象。訓練すれば能力を制御してコントロールも可能になる。
怪異霊
怪異に憑りつかれた人間が怪異を発症したまま死亡して悪霊化した存在。死んだことで未練や妄執が強まるため、凶暴性が強化されて除霊もより困難になる。
霊能犯罪者
霊能力を使って犯罪を行う犯罪者。

## 制作背景
最初、赤城は『二度めの夏、二度と会えない君』のような青春もの作品を書く予定だったが、『二度めの夏、二度と会えない君』の映画が頓挫しない段階になると、もっと下品な作品を書いてもいいのではないかと判断したことで、『下ネタという概念が存在しない退屈な世界』と同じ下ネタ系の路線に変更し、本作が執筆された。

## 既刊一覧

### 小説
- 赤城大空（著）、魔太郎（イラスト） 『出会ってひと突きで絶頂除霊！』 小学館〈ガガガ文庫〉、全12巻
  1. 2017年10月18日発売[4]、ISBN 978-4-09-451654-8
  2. 2018年3月20日発売[5]、ISBN 978-4-09-451725-5
  3. 2018年7月18日発売[6]、ISBN 978-4-09-451744-6
  4. 2018年11月20日発売[7]、ISBN 978-4-09-451761-3
  5. 2019年7月18日発売[8]、ISBN 978-4-09-451801-6
  6. 2020年3月18日発売[9]、ISBN 978-4-09-451833-7
  7. 2020年9月18日発売[10]、ISBN 978-4-09-451867-2
  8. 2021年3月18日発売[11]、ISBN 978-4-09-451894-8
  9. 2021年12月17日発売[12]、ISBN 978-4-09-453046-9
  10. 2023年6月20日発売[13]、ISBN 978-4-09-453128-2
  11. 2024年6月18日発売[14]、ISBN 978-4-09-453193-0
  12. 2025年3月18日発売[15]、ISBN 978-4-09-453236-4

### 漫画
- 赤城大空（原作）、魔太郎（キャラクター原案）、柚木N'（漫画） 『出会ってひと突きで絶頂除霊！@comic』 小学館〈裏少年サンデーコミックス〉、既刊6巻（2025年4月17日現在）
  1. 2021年3月18日発売[16]、ISBN 978-4-09-850485-5
  2. 2022年2月10日発売[17]、ISBN 978-4-09-850885-3
  3. 2022年10月19日発売[18]、ISBN 978-4-09-851291-1
  4. 2023年7月19日発売[19]、ISBN 978-4-09-852556-0
  5. 2024年6月11日発売[20]、ISBN 978-4-09-853385-5
  6. 2025年4月17日発売[21]、ISBN 978-4-09-854069-3